# Сушилка для бутылок
«Сушилка для бутылок» (фр. Porte-bouteilles) — реди-мейд французского и американского художника, теоретика искусства Марселя Дюшана, считающегося одним из самых влиятельных представителей авангардного искусства XX века. «Сушилка для бутылок» создана в 1914 году, ещё до появления самого термина реди-мейд, введённого им в 1915 году. Представляет собой сушилку для винных бутылок, приобретённую им в парижском универмаге Bazar de lʼHôtel de Ville. В отличие от первого реди-мейда — «Велосипедного колеса» — его второе произведение не претерпело каких-либо принципиальных изменений, приобретя новый, художественный контекст. Оригинальная работа не сохранилась, но в 1960-е годы Дюшан сделал её реплики, которые представлены в экспозициях нескольких музеев мира.

## История
Реди-мейд (англ. ready-made, от ready «готовый» и made «сделанный») — течение разных видов авангардного искусства, в котором некоторые объекты или тексты, изначально созданные не с художественными целями, преобразуются автором в собственное произведение посредством помещения в новый, неожиданный контекст. Само название и суть подобных инсталляций «свидетельствуют о том, что такие произведения не являются изобразительным искусством».
Автором термина стал французский художник и теоретик искусства Марсель Дюшан. Он считается одним из самых влиятельных художников XX века, а его творчество оказало влияние на формирование таких направлений в искусстве, как сюрреализм, поп-арт, минимализм, концептуальное искусство, абстрактный экспрессионизм.
Термин «реди-мейд» возник у Дюшана около 1915 года, когда он жил и работал в Нью-Йорке. Ещё в 1913 году Дюшан создал реди-мейд «Велосипедное колесо», представляющий собой велосипедное колесо с вилкой, установленной в сиденье табурета. Работа «Сушилка для бутылок» состоит только из оцинкованного металлического держателя бутылок (около 64—42 см), приобретённого Дюшаном в 1914 году в парижском универмаге Bazar de lʼHôtel de Ville. Подобного рода приспособления широко применялись во французских винодельческих хозяйствах и погребах для сушки бутылок. В 1966 году в одном из интервью, данном французскому критику Пьеру Кабанну, Дюшан сказал, что после покупки сушилки он её надписал, но уже не помнит, как именно. С этой работой он связывал появление самой идеи надписи, приводящей к изменению содержания выбранного предмета. «Велосипедное колесо» и «Сушилку для бутылок» художник позже отнёс к реди-мейдам «до создания термина» (фр. avant la lettre). Некоторые исследователи отмечают, что «Велосипедное колесо» ещё не в полной мере соответствует реди-мейду, так как в нём автор физически вмешался в его создание, когда объединил два разных предмета. Как подчёркивает французский искусствовед и биограф Дюшана Каролин Кро, в отличие от первого своего опыта в этой новой технике, при создании «Сушилки для бутылок» он ничего не изменял в её конструкции, а придал ей новые содержание и значение иным способом: «Вся его деятельность свелась к тому, что он приобрёл вещь, перенёс её в другой контекст и снабдил подписью, не описательной, а каламбурной, построенной на игре слов. Этот новый подход, подрывающий современные представления о самой природе и ценности искусства, сообщал обычному предмету „иное назначение“».
После того как Дюшан уехал в США, два произведения остались в его мастерской на улице Сен-Ипполит в Париже, где он попросил навести порядок свою сестру Сюзанну, в связи с чем упоминал об этих предметах в письме к ней. В частности, он останавливался на следующих сторонах нового вида искусства, в котором стал работать:
Теперь, если ты была у меня, то видела в мастерской велосипедное колесо и сушилку для бутылок. Я купил их как готовые скульптуры. И у меня есть план относительно этой так называемой сушилки для бутылок. Послушай: здесь в Нью-Йорке я накупил предметов того же рода и рассматриваю их как „реди-мейды“. Ты достаточно владеешь английским, чтобы понять значение «реди-мейда», которым я наделяю эти объекты. Я подписываю их и придумываю надписи по-английски.
Далее, намереваясь создать реди-мейд дистанционно, он инструктировал сестру по поводу надписи, которой она должна снабдить «Сушилку для бутылок». По его указанию она должна была нанести надпись на основание сушилки с внутренней стороны: «небольшими буквами масляной краской серебристо-белого цвета и кистью надпись, которую я тебе передаю, тем же почерком: Марсель Дюшан». Ни в этом, ни в другом письме, где речь шла о надписи, не говорилось о её содержании, хотя позднее Дюшан просил Сюзанну написать о проделанной работе. Дюшан создал в Нью-Йорке ещё несколько «готовых скульптур», а «Велосипедное колесо» воссоздал заново. Эти скульптуры он разместил в своей мастерской, которую снимал на Бикман-Плейс с мужем Сюзанны — художником Жаном Кротти. Дюшан придавал большое значение лаконичности названий произведений, выполненных в данной технике, так как они должны были «увести мысли зрителя в другие, более вербальные области».
Оригинальная работа не сохранилась, так как Сюзанна и невестка Дюшана при уборке в его парижской мастерской избавились от неё и её следы затерялись. В 1960-е годы художник сделал реплики, которые представлены в экспозициях нескольких музеев мира. В 1959 году на выставке «Искусство и найденный объект» в нью-йоркском Рокфеллеровском центре художник Роберт Раушенберг купил копию «Сушилки для бутылок». При этом он попросил подписать эту работу её автора, который выполнил просьбу, поместив на ней следующие слова: «По Марселю Дюшану» (фр. D’après Marcel Duchamp). Такое содержание расценивается как показательное, программное отношение автора реди-мейдов к их авторству и контексту.
Искусствовед Серж Лемуан останавливался на различных концептуальных проблемах связанных с «готовыми предметами», значимости «творческого акта». Он подчёркивал, что предмет искусства непосредственно зависит от контекста, приданного ему художником. В частности, по его мнению, «сушилка для бутылок» Дюшана, если её переместить из музейной среды в другой контекст, становится просто бытовым приспособлением. Американский художник Роберт Мозервелл охарактеризовал работу как самую «совершенную по форме» и самую интересную с пластической точки зрения скульптурную композицию 1914 года. Французский философ и культуролог Жан Бодрийяр расценивал работы Дюшана в технике реди-мейда как своеобразные предшественники виртуальных технологий, реалити-шоу и даже современных людей: «Всякий объект, индивид или ситуация сегодня являются виртуальным реди-мейдом, поскольку обо всём можно сказать то, что сказал Дюшан по поводу сушилки для бутылок: это существует, я встретил это».